# Comité olympique argentin
Le Comité olympique argentin (en espagnol, Comité Olímpico Argentino, COA) est l'organisme représentant les sportifs argentins auprès du Comité international olympique (CIO) et fédérant les différentes associations sportives du pays. Il fut fondé le 31 décembre 1923.